# 漆树土家族乡
漆树土家族乡，是中华人民共和国四川省达州市宣汉县下辖的一个乡镇级行政单位。2020年6月，撤销漆碑乡，将其所属行政区域划归漆树土家族乡管辖。

## 行政区划
漆树土家族乡下辖以下地区：
疆城社区、长城村、乘龙村、松林村和朝阳村。